# Márama
Márama (estilizado Marama) es un grupo musical uruguayo de cumbia pop, formado en junio de 2014.

## Historia

### 2014-2016: Inicios y éxito masivo
Fernando Vázquez contactó a Agustín Casanova por Facebook diciéndole que le gustaron mucho sus covers, y que quería que sea el vocalista de una banda, a lo que Agustín aceptó, formandose la banda Márama en junio de 2014. Las primeras canciones que lanzaron fueron: «Todo Comenzó Bailando», «Loquita» y «No Te Vayas», lo que les atrajo un público numeroso, primeramente a través de las visitas en el canal de YouTube y seguidamente en las presentaciones en bailes y fiestas. El grupo ha tocado en Uruguay, Estados Unidos, Argentina, Chile, Bolivia, Perú, Paraguay, Brasil, y España, en lugares como el Velódromo Municipal de Montevideo, el Teatro Gran Rex, el Luna Park Villa Carlos Paz, el Movistar Arena (Chile) entre otros. En 2015, en Argentina el grupo estuvo entre las 10 más escuchadas en Spotify. En noviembre se presentaron en el Velódromo Municipal de Montevideo, junto a Rombai, con entradas agotadas.
Durante el mismo mes realizaron la presentación de su primer disco, Todo Comenzó Bailando. En diciembre de 2015, junto a Rombai se presentaron por primera vez en la televisión, en el programa argentino Showmatch, donde interpretaron varios de sus éxitos. En enero de 2016, se presentaron en el cierre del Festival Nacional e Internacional de la Doma y Folclore de Jesús María. En julio de 2016, estrenaron su película biográfica junto a Rombai, titulada Marama - Rombai - El viaje. También realizaron funciones en el Teatro Ópera en Buenos Aires contando su historia; la obra se tituló Márama la historia. En noviembre realizaron conciertos en el Velódromo Municipal de Montevideo en Uruguay y nuevamente otro Luna Park en Argentina.

### 2017-2018: disolución de la banda
En enero de 2017, el grupo inició una serie de conciertos por la costa atlántica bonaerense. En febrero se presentaron en el Festival Internacional de la Canción de Viña del Mar junto a Rombai, donde recibieron una Gaviota de plata y una Gaviota de oro. En mayo presentaron un video musical en YouTube junto a una nueva canción, «La quiero conocer», en el que incursionaron elementos de reguetón y cercanos a ritmos urbanos. En junio, el grupo realizó una participación especial en la telenovela mexicana Mi marido tiene familia, emitida por Las Estrellas. Ese mismo mes, el grupo anunció una gira por España. En enero de 2018, tras un concierto en Santa Cruz, Argentina, el grupo anunció su final tras desacuerdos entre el representante y el creador del grupo, Agustín Casanova.

### 2021-2022: reanudación, 10 años y gira
En septiembre de 2021, después de un distanciamiento de cuatro años, comenzaron rumores del regreso del grupo musical de cumbia pop tras la reactivación y publicación de un video en la cuenta oficial de Twitter, en el que se puede observar a un chico poniendo un cassette del grupo musical. Finalmente, el líder del grupo, Agustín Casanova, anunció oficialmente la vuelta del grupo, en el programa final de la segunda temporada de Got Talent Uruguay. La vuelta del grupo se oficializó el 28 del mismo mes con el estreno de la canción «Ya No Llora». La canción superó más de un millón reproducciones y se ubicó en el puesto #1 en tendencias en YouTube. Además, también confirmaron el comienzo de su gira por Latinoamérica, que tendrá lugar en el Antel Arena de Montevideo el 17 de diciembre.
El 1 de noviembre de 2023, la banda publicó un video que se titula "Misión 1: salvando el verano" donde quieren salvar el verano, también anunciaron una nueva canción llamada «Besos Con Fernet» en colaboración con Rusherking para el 7 de noviembre. La canción llegó a más de 30 millones de visitas en YouTube. El 6 de diciembre, publicarian otro video titulado "Misión 2: Camino a los 10 años" en donde dicen que la banda cumple 10 años, y quieren hacer remixes de sus canciones más exitosas. El 13 de diciembre, lanzarian el primer remix «Bronceado Remix» junto a MYA y Robleis. La canción superó las 50 millones de visitas en YouTube, y logró posicionarse top 10 en Argentina y top 5 en Uruguay.
Para el año 2024 publicarian muchos remixes, y esos serían: «Una Noche Contigo Remix» con Roze, DJ Tao y Lauty Gram, «Todo Comenzó Bailando Remix» con Ráfaga y Emanero, «Tal Vez Remix» con Luciano Pereyra, «No Te Vayas Remix» con Migrantes y Flor Álvarez, «No Te Vayas Balada Remix» con Nahuel Pennisi y Los Nocheros y «Pasarla Bien Remix» con Los Totora y Ruben Rada. En abril, la banda anunció una gira por los 10 años en Argentina, Uruguay y España. En Uruguay se presentarian en el Antel Arena el 12 de julio. En Argentina se presentarian en: Arena Stadium, Mendoza el 7 de septiembre, Gran Rex, Buenos Aires el 14 de septiembre y Quality Arena, Córdoba el 20 de septiembre. En España se presentarian en Madrid el 17 de octubre, en Málaga el 18 de octubre, en Mallorca el 20 de octubre, en Valencia el 26 de octubre y en Barcelona el 27 de octubre. Agotaron entradas en el Gran Rex en Argentina y en el Antel Arena en Uruguay. El 11 de enero, la banda hizo el show cierre de gira en Punta del Este, Uruguay

## Discografía

### Álbumes de estudio
| Título                | Detalles | Posicionamiento en listas | Posicionamiento en listas | Certificaciones                             |
| Título                | Detalles | ARG                       | URU                       | Certificaciones                             |
| --------------------- | --- | ------------------------- | ------------------------- | ------------------------------------------- |
| Todo Comenzó Bailando | - Lanzamiento: 16 de noviembre de 2015 - Discográfica: Montevideo Music Group - Formatos: CD, descarga digital y streaming | 1                         | 1                         | - CAPIF: Oro 15.000 - CUD: 2× Platino 8.000 |
| Márama 10 Años        | - Lanzamiento: 31 de diciembre de 2024 - Discográfica: Montevideo Music Group - Formatos: descarga digital y streaming     | —                         | —                         |                                             |

### Extended plays
| Título                     | Detalles |
| -------------------------- | --- |
| Enganchados 2020           | - Lanzamiento: 17 de abril de 2020 - Discográfica: Montevideo Music Group - Formatos: Descarga digital y streaming  |
| Enganchados Grandes Éxitos | - Lanzamiento: 24 de agosto de 2023 - Discográfica: Montevideo Music Group - Formatos: descarga digital y streaming |

### Sencillos

#### Como artista principal
| Año                                                                            | Título                                                         | Posicionamiento en listas | Posicionamiento en listas | Posicionamiento en listas | Posicionamiento en listas | Álbum                 |
| Año                                                                            | Título                                                         | ARG                       | BOL                       | CHI                       | URU                       | Álbum                 |
| ------------------------------------------------------------------------------ | -------------------------------------------------------------- | ------------------------- | ------------------------- | ------------------------- | ------------------------- | --------------------- |
| 2014                                                                           | «Todo Comenzó Bailando»                                        | —                         | —                         | —                         | —                         | Todo Comenzó Bailando |
| 2014                                                                           | «Loquita»                                                      | —                         | 89                        | —                         | —                         | Todo Comenzó Bailando |
| 2014                                                                           | «No Te Vayas»                                                  | —                         | —                         | —                         | —                         | Todo Comenzó Bailando |
| 2014                                                                           | «Una Noche Contigo» (con Fer Vázquez)                          | —                         | —                         | —                         | —                         | Todo Comenzó Bailando |
| 2014                                                                           | «Bronceado»                                                    | —                         | —                         | —                         | —                         | Todo Comenzó Bailando |
| 2015                                                                           | «Nena»                                                         | —                         | —                         | 9                         | —                         | Todo Comenzó Bailando |
| 2015                                                                           | «Noche Loca» (con Rombai)                                      | —                         | —                         | —                         | —                         | Todo Comenzó Bailando |
| 2015                                                                           | «Tal Vez»                                                      | —                         | —                         | —                         | —                         | Todo Comenzó Bailando |
| 2016                                                                           | «Volverte a Ver»                                               | —                         | —                         | —                         | —                         | Todo Comenzó Bailando |
| 2016                                                                           | «Era Tranquila»                                                | —                         | —                         | —                         | —                         | Sencillo sin álbum    |
| 2016                                                                           | «Te Amo y Odio»                                                | —                         | —                         | —                         | —                         | Todo comenzó bailando |
| 2016                                                                           | «Lo Intentamos»                                                | —                         | —                         | —                         | 15                        | Sencillo sin álbum    |
| 2016                                                                           | «Te Conozco» (con Fer Vázquez)                                 | —                         | —                         | —                         | —                         | Todo comenzó bailando |
| 2016                                                                           | «Pasarla Bien»                                                 | —                         | —                         | —                         | —                         | Sencillo sin álbum    |
| 2017                                                                           | «La Quiero Conocer»                                            | —                         | —                         | —                         | 3                         | Sencillo sin álbum    |
| 2017                                                                           | «Vive y Disfruta»                                              | —                         | —                         | —                         | —                         | Sencillo sin álbum    |
| 2017                                                                           | «Que Rico Baila» (con Rombai)                                  | —                         | —                         | —                         | —                         | Sencillo sin álbum    |
| 2021                                                                           | «Ya No Llora»                                                  | 6                         | —                         | 4                         | 3                         | Sencillo sin álbum    |
| 2021                                                                           | «No Quiero Verte» (con Hernan y la champions liga)             | —                         | —                         | —                         | —                         | Sencillo sin álbum    |
| 2021                                                                           | «Nunca Más»                                                    | —                         | —                         | 3                         | —                         | Sencillo sin álbum    |
| 2022                                                                           | «Aunque Te Enamores» (con Luciano Pereyra)                     | —                         | —                         | —                         | —                         | Sencillo sin álbum    |
| 2022                                                                           | «Todo a la Vez»                                                | —                         | —                         | —                         | —                         | Sencillo sin álbum    |
| 2022                                                                           | «Resaca»                                                       | —                         | —                         | —                         | —                         | Sencillo sin álbum    |
| 2022                                                                           | «La Culpa»                                                     | —                         | —                         | —                         | —                         | Sencillo sin álbum    |
| 2022                                                                           | «Nuestro Amor Regresa» (con Migrantes)                         | —                         | —                         | —                         | —                         | Sencillo sin álbum    |
| 2023                                                                           | «Dame un Besito» (con Rodrigo Tapari)                          | —                         | —                         | —                         | —                         | Sencillo sin álbum    |
| 2023                                                                           | «Enemigos»                                                     | —                         | —                         | —                         | —                         | Sencillo sin álbum    |
| 2023                                                                           | «Bronceado Remix» (con MYA y Robleis)                          | 5                         | —                         | —                         | 5                         | Sencillo sin álbum    |
| 2023                                                                           | «Corta» (con Roze)                                             | —                         | —                         | —                         | —                         | Sencillo sin álbum    |
| 2024                                                                           | «Una Noche Contigo Remix» (con DJ Tao, Lauty Gram y Roze)      | —                         | —                         | —                         | —                         | Sencillo sin álbum    |
| 2024                                                                           | «Todo Comenzó Bailando Remix» (con Emanero y Ráfaga)           | —                         | —                         | —                         | —                         | Sencillo sin álbum    |
| 2024                                                                           | «Tal Vez Remix» (con Luciano Pereyra)                          | —                         | —                         | —                         | —                         | Sencillo sin álbum    |
| 2024                                                                           | «No Te Vayas Remix» (con Migrantes y Flor Álvarez)             | —                         | —                         | —                         | —                         | Sencillo sin álbum    |
| 2024                                                                           | «Auto Rojo Remix» (con Vilma Palma e Vampiros)                 | —                         | —                         | —                         | —                         | Sencillo sin álbum    |
| 2024                                                                           | «No Te Vayas Balada Remix» (con Nahuel Pennisi y Los Nocheros) | —                         | —                         | —                         | —                         | Márama 10 años        |
| 2024                                                                           | «Amores Como El Nuestro Remix» (con Daniel Cardozo)            | —                         | —                         | —                         | —                         | Sencillo sin álbum    |
| 2024                                                                           | «Conmigo o Sin Mi» (con Matías Valdez)                         | —                         | —                         | —                         | —                         | Sencillo sin álbum    |
| 2024                                                                           | «Pasarla Bien Remix» (con Los Totora y Ruben Rada)             | —                         | —                         | —                         | —                         | Márama 10 años        |
| 2024                                                                           | «Otra Boca»                                                    | —                         | —                         | —                         | —                         | Sencillo sin álbum    |
| «—» indica que el sencillo no fue lanzado o no se posicionó en ese territorio. |                                                                |                           |                           |                           |                           |                       |

## Película
Marama - Rombai - El viaje es una película documental y biográfica sobre las bandas Márama y Rombai, estrenada el 23 de junio de 2016 en Uruguay y el 4 de agosto en Argentina.

## Integrantes
- Agustín Casanova: Voz.
- Pablo Arnoletti: Percusión.
- Agustín Duarte: Batería.
- Matías Besson: Bajo.
- Martín López: Guitarra.
- Facundo Mazzilli: Triángulo.

## Premios y nominaciones
| Año  | Premio                                               | Categoría                         | Trabajo nominado                            | Resultado | Ref.   |
| ---- | ---------------------------------------------------- | --------------------------------- | ------------------------------------------- | --------- | ------ |
| 2016 | Kids' Choice Awards Argentina                        | Canción latina favorita           | «Nena»                                      | Nominados | [ 35 ] |
| 2016 | Premios Graffiti                                     | Mejor nuevo artista               | Todo comenzó bailando                       | Nominados | [ 36 ] |
| 2016 | Premios Graffiti                                     | Mejor álbum de música tropical    | Todo comenzó bailando                       | Nominados | [ 36 ] |
| 2016 | Premios Graffiti                                     | Mejor álbum de música pop latino  | Todo comenzó bailando                       | Ganadores | [ 37 ] |
| 2016 | Premios Graffiti                                     | Tema del año                      | «Loquita»                                   | Ganadores | [ 37 ] |
| 2016 | Premios Graffiti                                     | Artista del año                   | —                                           | Ganadores | [ 37 ] |
| 2017 | Premios Graffiti                                     | Mejor libro sobre música uruguaya | Márama & Rombai, El libro                   | Nominados | [ 38 ] |
| 2017 | Festival Internacional de la Canción de Viña del Mar | Gaviota de oro                    | Presentación en el festival de Viña del Mar | Ganadores | [ 39 ] |
| 2017 | Festival Internacional de la Canción de Viña del Mar | Gaviota de plata                  | Presentación en el festival de Viña del Mar | Ganadores | [ 39 ] |
| 2017 | Premios Heat Latin Music Awards                      | Mejor artista región sur          | —                                           | Nominados | [ 40 ] |
| 2017 | Premios Carlos Gardel                                | Mejor álbum grupo tropical        | Todo comenzó bailando                       | Nominados | [ 41 ] |